# Tornac
Tornac – miejscowość i gmina we Francji, w regionie Oksytania, w departamencie Gard.
Według danych na rok 1990 gminę zamieszkiwało 650 osób, a gęstość zaludnienia wynosiła 33 osoby/km² (wśród 1545 gmin Langwedocji-Roussillon Tornac plasuje się na 447. miejscu pod względem liczby ludności, natomiast pod względem powierzchni na miejscu 387.).